# II. Balduin hainaut-i gróf
Balduin (1056 – Nikaia, 1098. június 10. után) 1071 és 1098 között Hainaut grófja II. Balduin néven.

## Élete
Apja VI. Balduin flamand gróf, aki házassága révén I. Balduin néven hainaut-i gróf is volt, anyja Richilde hainaut-i grófnő. Szüleinek második fia, bátyja, Arnulf örökölte a flamand grófságot és az hainaut-i grófi címet is, de 1071-ben nagybátyja, Fríz Róbert fellázadt ellene és a Cassel mellett vívott csatában Arnulf életét vesztette. Balduin és Richilde megtartották Hainaut-t. 1071-ben a liège-i egyezmény értelmében IV. Henrik német-római császár császári fennhatóság alá vonta Hainaut és Valenciennes grófságokat, majd Liège püspökének adományozta azokat. A püspök ezután III. Gottfried alsó-lotaringiai hercegnek adta a birtokokat, aki viszont visszaadta azokat Balduinnak és anyjának - a bonyolult folyamatra azért volt szükség, hogy a császár pártfogása alá vegyék Balduint és megelőzzék, hogy Róbert Hainaut-t is elfoglalja.
Balduin 1096-ban Bouillon Gottfried irányítása alatt részt vett az első keresztes hadjáratban, miután eladta Couvin várát Otbert liège-i püspöknek, hogy előteremtse a hadjárat költségeit. 1098-ban részt vett Antiochia ostromában. Hugó Vermandois grófjával együtt követségbe küldték I. Alexiosz bizánci császárhoz, de Nikaia mellett a szeldzsuk törökök meglepetésszerűen megtámadták őket és Balduin odaveszett.

## Családja és leszármazottai
Felesége (1084) Ida leuveni grófnő (? – 1139), II. Henrik leuveni gróf és Adela de Betuwe lánya.
Balduin és Ida házasságából kilenc gyermek ismert:
- Ida (1085 – 1105 után)[6] Férje (1100) Tamás, Coucy és Marle hűbérura, Amiens grófja.
- Balduin (1088 – 1120)[7] III. Balduin néven apja örököse.
- Arnulf (? – ?)[7] A Soignies-től kb. 10 km-re délre található Rœulx hűbérura.
- Lajos (? – 1096 után)
- Simon (? – 1096 után) Liège-ben kanonok.
- Henrik (? – 1096 után)
- Vilmos (? – 1117 után)
- Richildis (1095 – 1118 után)[8] Férje (1115) III. Amaury, Montfort hűbérura és Evreux grófja (? - 1136. április 18/19.).
- Aelidis (? – 1153 után)[9] Férje (1153) Miklós Rumigny és Florennes hűbérura.